# مسيحيون من أجل المجتمع
المسيحيون من أجل المجتمع (بالإسبانية: Cristiano por la Comunidad) هو حزب سياسي ديمقراطي مسيحي في كولومبيا. في الانتخابات التشريعية التي جرت في 10 مارس 2002، فاز الحزب، كواحد من العديد من الأحزاب الصغيرة، بالتمثيل البرلماني.